# (33058) Kovařík
(33058) Kovařík – planetoida z pasa głównego asteroid okrążająca Słońce w ciągu 3 lat i 168 dni w średniej odległości 2,29 j.a. Została odkryta 22 października 1997 roku w obserwatorium astronomicznym w Ondřejovie przez Petra Pravca i Lenkę Šarounovą. Nazwa planetoidy pochodzi od Otona Kovaříka (ur. 1928), czeskiego aktora. Przed jej nadaniem planetoida nosiła oznaczenie tymczasowe (33058) 1997 UP20.